# Seljavallalaug
Seljavallalaug är en geotermisk utomhusbassäng i republiken Island. Den ligger i regionen Suðurland, i den södra delen av landet. Bassängen är 25 meter lång och 10 meter bred och var den största simbassängen på Island fram till 1936.
Seljavallalaug är en av Islands äldsta simbassänger. Bassängen byggdes 1923. Bygget av den leddes av Björn Andrésson Berjaneskoti, som fick Ungmennafélagið Eyfelling att utföra arbetet. Kurser i simning inleddes i bassängen 1927, som en del av den obligatoriska simundervisningen.
Vid Eyjafjallajökulls utbrott 2010 fylldes Seljavallalaug med aska. Under försommaren 2011 samlades en grupp volontärer för att städa bassängen med hjullastare och grävmaskiner.

## Bilder

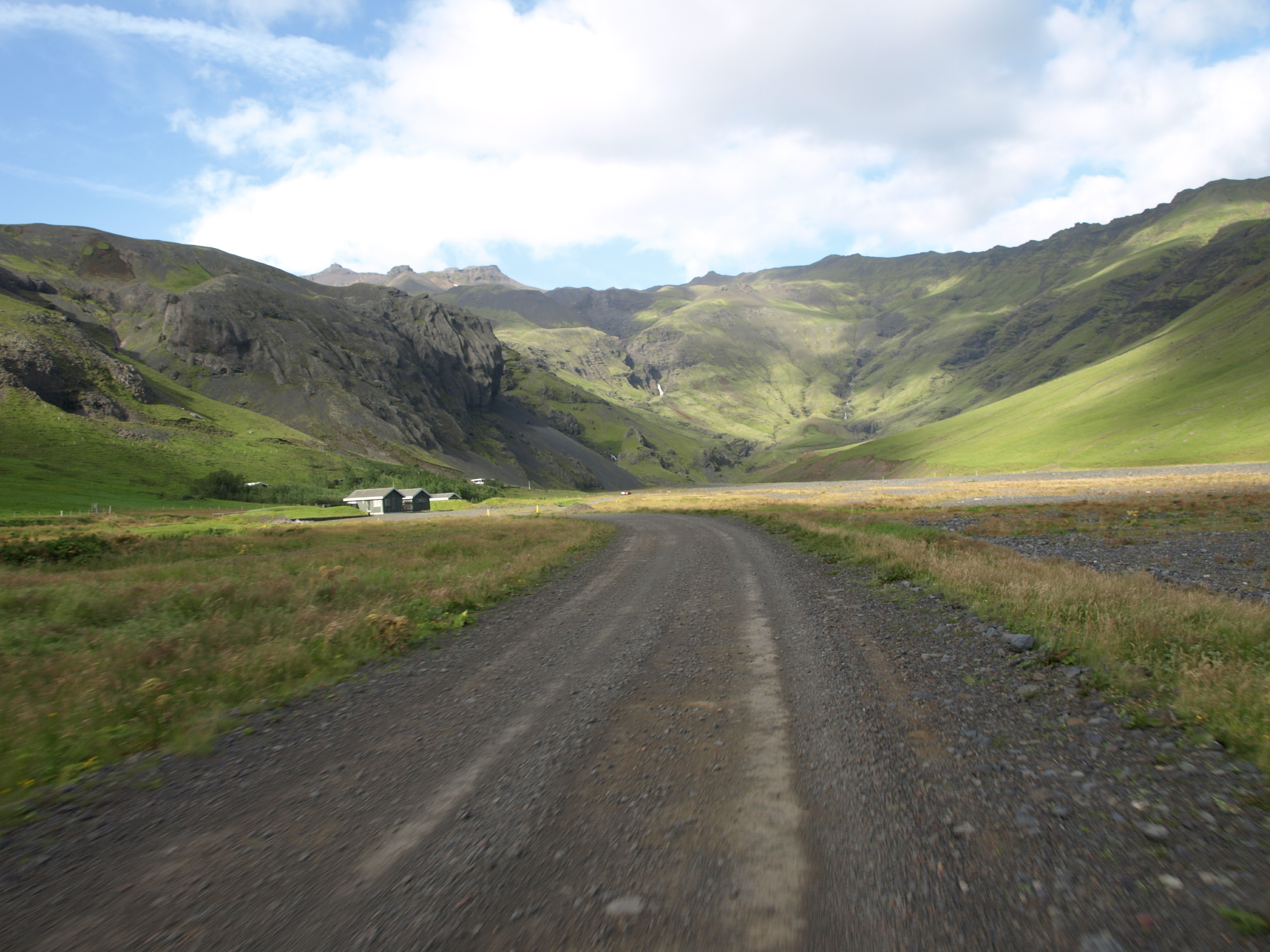
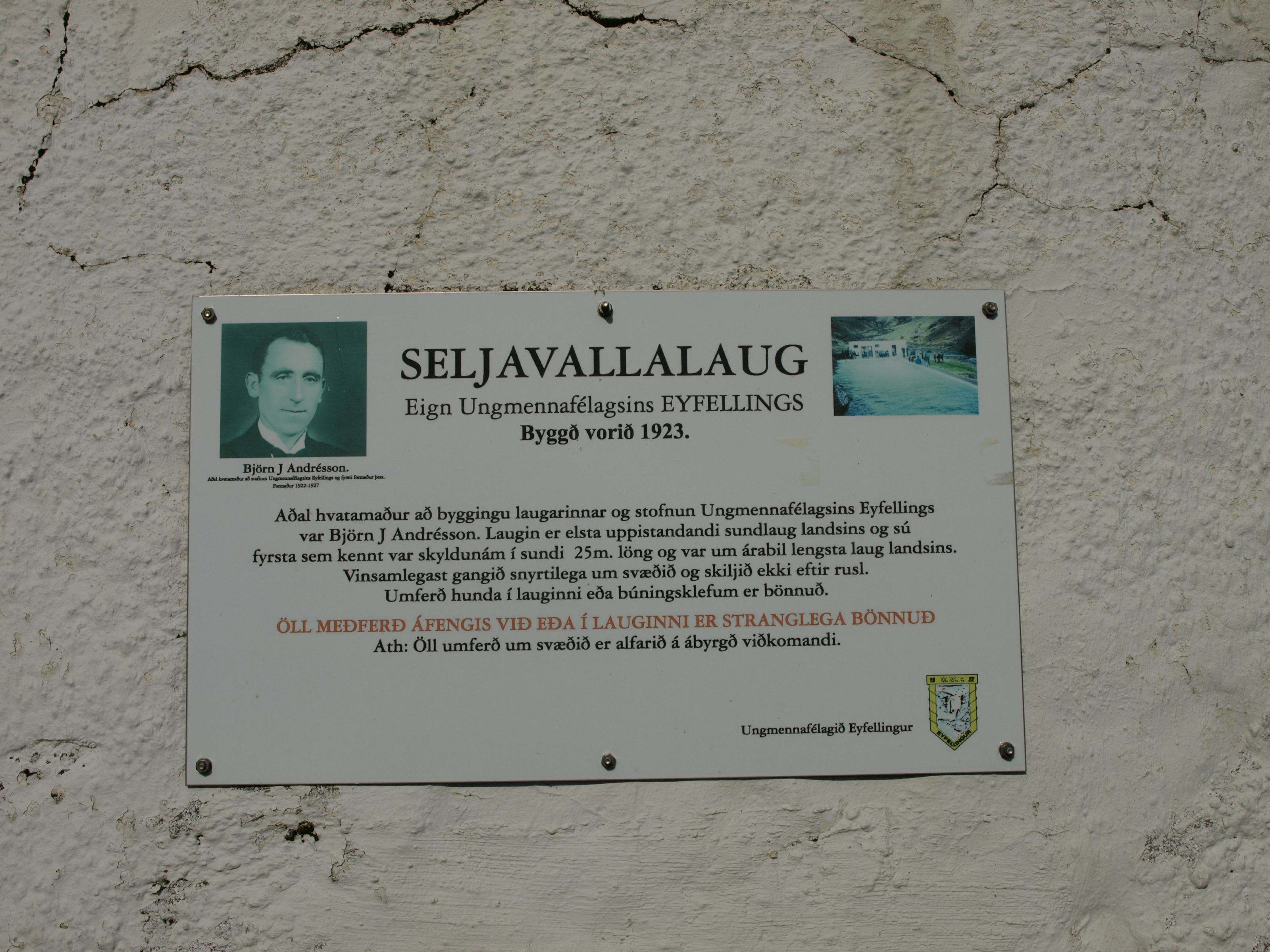
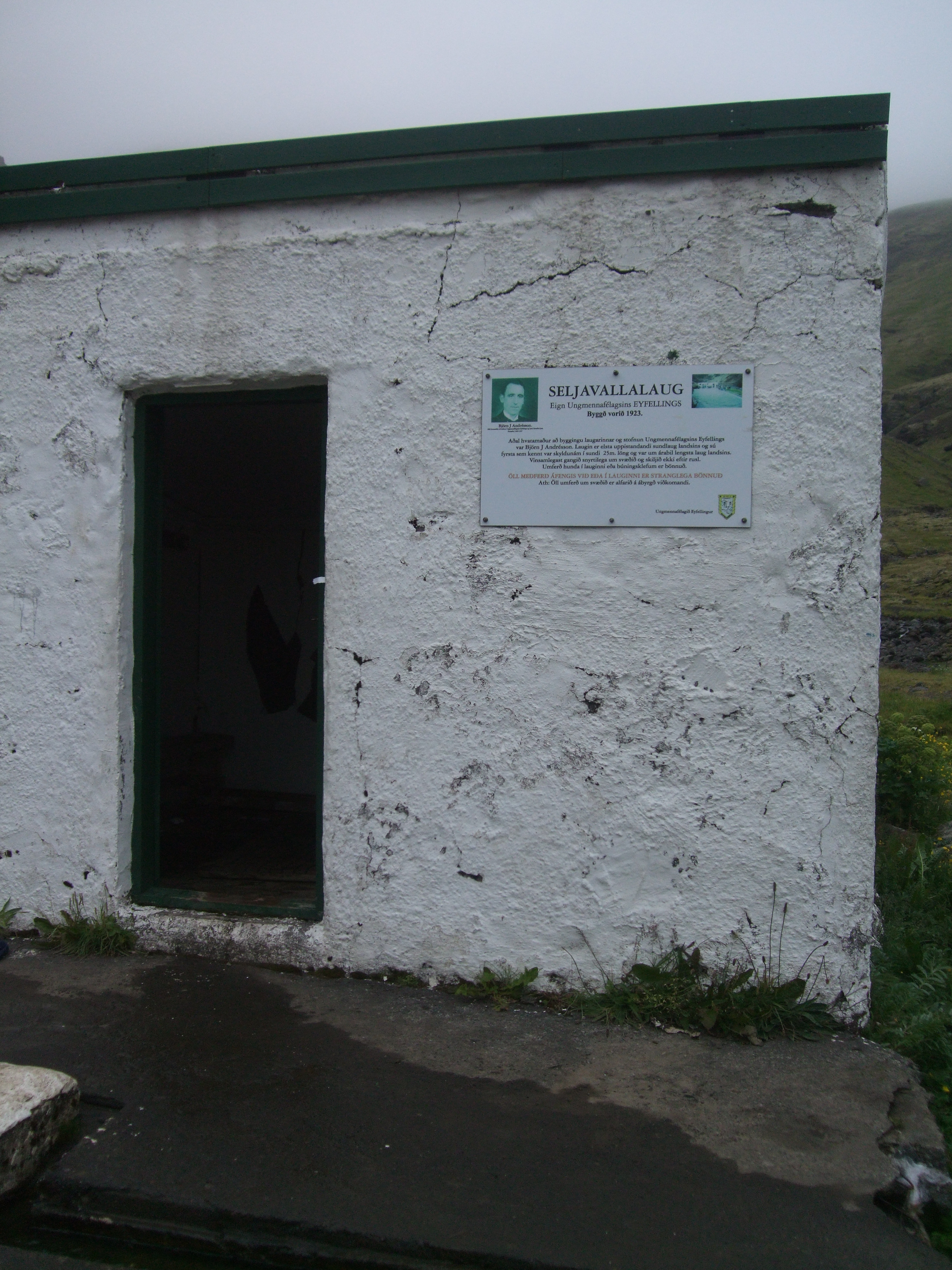
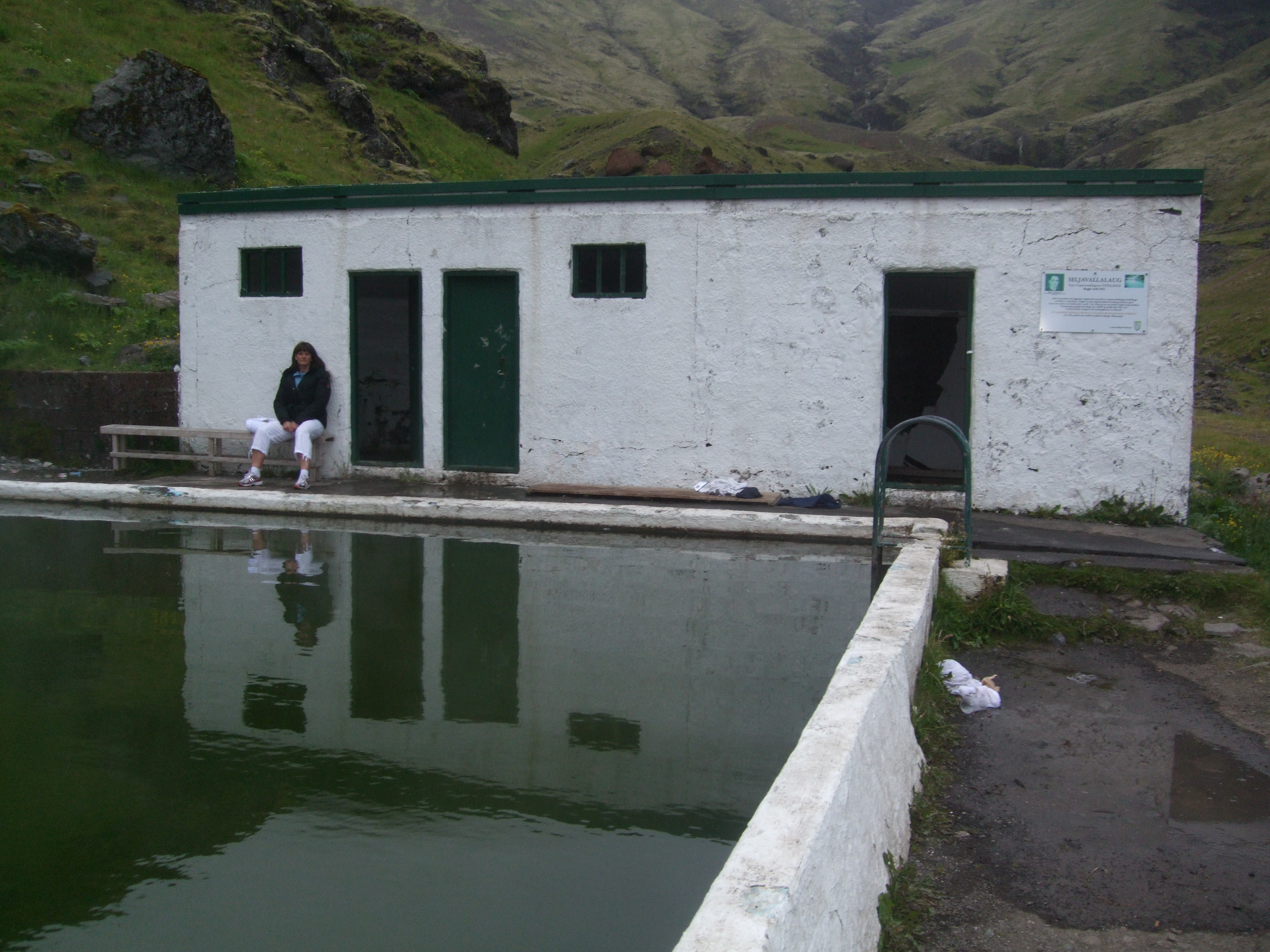
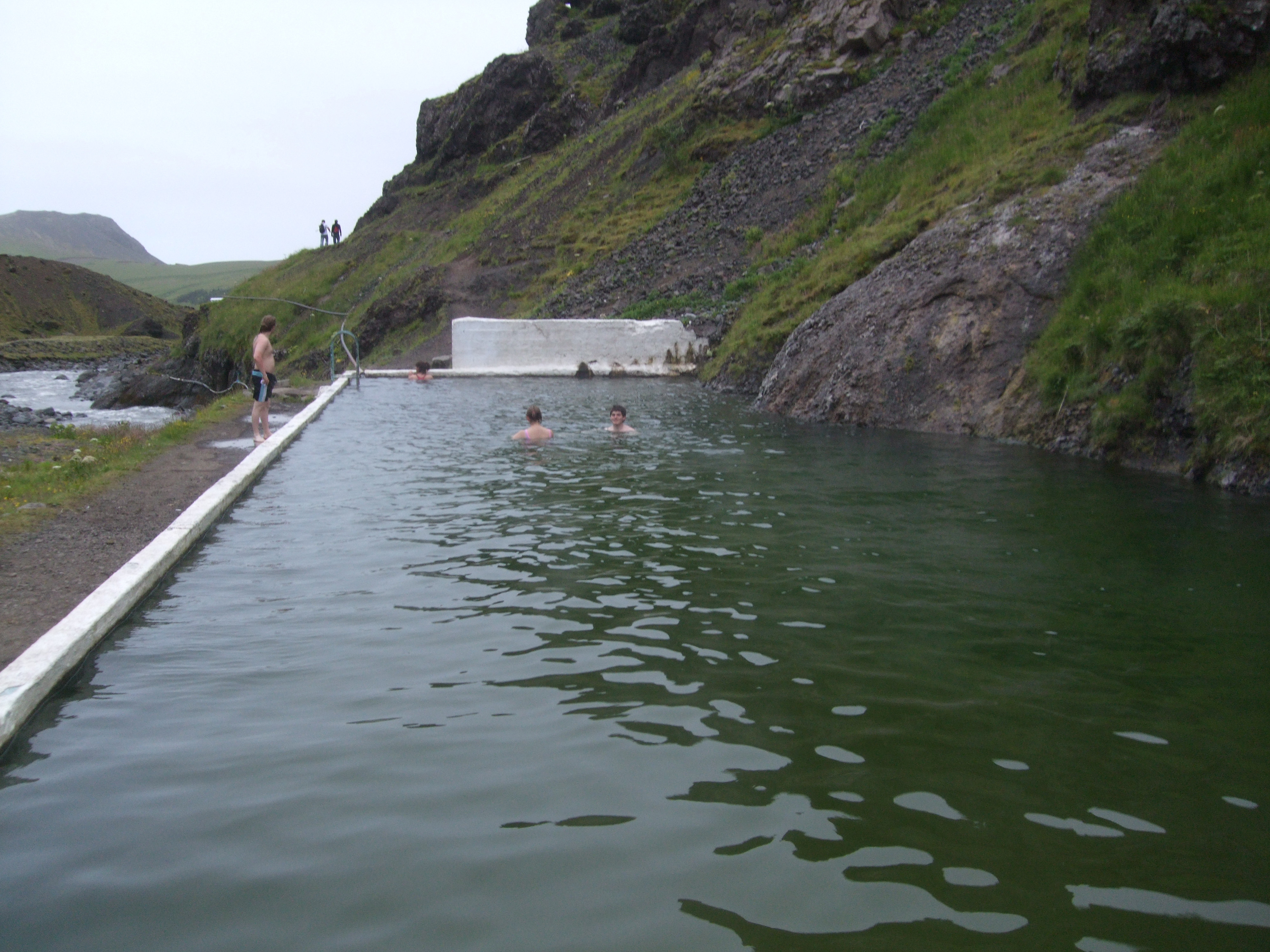
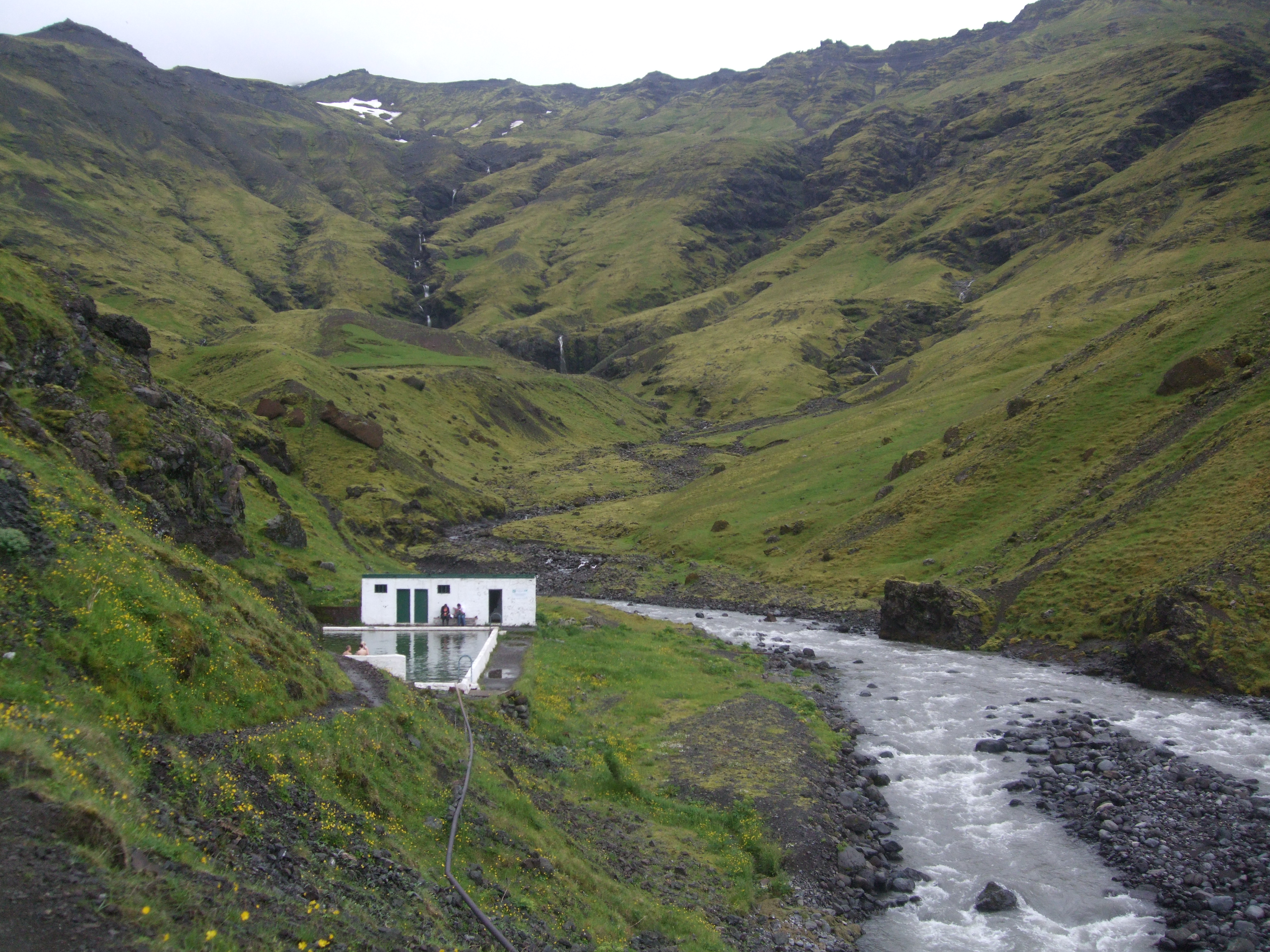